# جاياسوريا
جاياسوريا هو ممثل هندي، ولد في 31 أغسطس 1978 في الهند.

## وصلات خارجية
- جاياسوريا على موقع IMDb (الإنجليزية)
- جاياسوريا على موقع ميوزك برينز (الإنجليزية)
- جاياسوريا على موقع قاعدة بيانات الفيلم (الإنجليزية)